# Jesús Castro Aguirol
Jesús Castro Aguirol (* 18. Oktober 1908; † unbekannt) war ein mexikanischer Fußballspieler auf der Position eines Stürmers.

## Wenig bekannte Fakten aus seinem Leben
Castro gehörte zum Kader der mexikanischen Nationalmannschaft bei der Fußball-Weltmeisterschaft 1930, kam dort aber ebenso wenig zum Einsatz wie in irgendeinem anderen Länderspiel der mexikanischen Fußballnationalmannschaft.
Im Gegensatz zu vielen anderen mexikanischen Spielern, die an der WM 1930 teilgenommen hatten, gibt es zu Jesús Castro kaum Informationen in den internationalen Fußballdatenbanken und teilweise widersprechen sich diese sogar. So wird seine Vereinszugehörigkeit für die Saison 1929/30 in der bereits zitierten Datenbank von ceroacero dem CF Atlante zugeschrieben, während er von weltfussball.de für das komplette Jahr 1930 dem Stadtrivalen Club América zugeschrieben wird. In einer nicht mehr auffindbaren Datenbank fand sich sogar ein Hinweis einer Zugehörigkeit unmittelbar vor der WM 1930 zum historischen CF México, der zu jener Zeit ebenfalls in der Hauptstadtliga spielte.
Weil im (lückenhaften) Saisonartikel 1929/30 bei RSSSF als mindestens zweifacher Torschütze für den Club México ein Spieler namens Castro (leider ohne Vornamen) aufgeführt wird, während eine solche Nennung zu Gunsten von Atlante und América unterbleibt, scheint es sich hierbei um die wahrscheinlichste Möglichkeit zu handeln. Denn wenn ein noch relativ junger Spieler (gemäß der Datenbank von ceroacero war er zu jener Zeit 21 Jahre) auf der Position eines Stürmers für die Teilnahme zu einer Fußball-Weltmeisterschaft nominiert wird, ist davon auszugehen, dass er im Vorfeld des Turniers durch Tore auf sich aufmerksam gemacht hat. Sollten die Datenbanken nicht irren, die seine Vereinszugehörigkeit während der WM 1930 mit dem Club América angeben, so wäre in diesem Kontext offensichtlich davon auszugehen, dass dieser Verein ihn noch vor dem WM-Turnier vom Club México abgeworben hat.
Weil Castro später in keiner Aufzeichnung mehr auftaucht und auch nie ein Länderspiel bestritten hat, dürfte sein Stern in der Fußballwelt niemals richtig aufgegangen sein. Es ist daher offensichtlich davon auszugehen, dass er entweder schnell wieder in der Bedeutungslosigkeit verschwand oder – und ein solcher Werdegang war für Spieler während der Amateurepoche vieler Länder durchaus nicht unüblich – sich nach Abschluss eines Studiums bzw. (auch) aufgrund eines finanzkräftigeren Hauptberufs aus dem Fußballsport zurückzog oder freiwillig in diesem Sport eine nur noch untergeordnete Rolle spielte.